# Pomatoceros taeniatus
Pomatoceros taeniatus är en ringmaskart som först beskrevs av Jean-Baptiste Lamarck 1818.  Pomatoceros taeniatus ingår i släktet Pomatoceros och familjen Serpulidae. Inga underarter finns listade i Catalogue of Life.